# Valiant Hearts: The Great War
Valiant Hearts: The Great War é um jogo eletrônico de quebra-cabeça e aventura desenvolvido pela Ubisoft Montpellier e publicado pela Ubisoft. Foi lançado inicialmente em junho de 2014 para Microsoft Windows, PlayStation 3, PlayStation 4, Xbox 360 e Xbox One. A história se passa na Primeira Guerra Mundial e acompanha quatro personagens que tentam ajudar um jovem soldado alemão a sobreviver. A jogabilidade envolve o jogador solucionar diferentes quebra-cabeças ao interagir com vários objetos e pessoas. Os personagens são acompanhadas por um cachorro chamado Walt que ajuda o jogador na resolução desses desafios. Itens colecionáveis estão escondidos nos níveis e revelam informações reais sobre a guerra.
O objetivo da equipe de desenvolvimento era ajudar os jogadores a relembrarem da Primeira Guerra Mundial por ocasião de seu centenário. A equipe evitou criar um jogo de guerra ou tiro em primeira pessoa, focando-se em vez disso em representar os desafios de soldados nos dois lados do conflito. Os desenvolvedores ouviram a relatos de primeira-mão, leram cartas escritas por soldados e viajaram para campos de batalha na França. Como não tinha experiência no desenvolvimento de um jogo de quebra-cabeças, inspiraram-se em títulos antigos da LucasArts e outros jogos de aventura como Limbo. O motor de jogo utilizado foi o UbiArt Framework, desenvolvido pela própria Ubisoft Montpellier e anteriormente usado em Rayman Legends.
Valiant Hearts foi anunciado em setembro de 2013. Foi muito bem recebido ao ser lançado, sendo elogiado pelos temas abordados, visuais e arte, animação e música, com alguns críticos salientando como os desenvolvedores permitiram que os jogadores aprendessem mais sobre a história da guerra enquanto jogavam o título. Por outro lado, a recepção do enredo em si e da jogabilidade foi mais mista. O jogo foi indicado a diversos prêmios, vencendo em categorias do The Game Awards e BAFTA Game Awards. O título foi posteriormente também lançado para iOS, Android e Nintendo Switch.

## Jogabilidade

Em Valiant Hearts, balões de diálogo substituem falas quando personagens estão conversando uns com os outros

Valiant Hearts: The Great War é um jogo eletrônico de quebra-cabeça e aventura em movimentação horizontal que se passa durante a Primeira Guerra Mundial, com o jogador podendo controlar quatro personagens diferentes: o francês Emile, seu genro alemão Karl, o soldado norte-americano Freddie e a enfermeira belga Anna.
O jogo é formado por quatro capítulos, que por sua vez são divididos em várias seções. Cada seção exige que o jogador cumpra um objetivo antes de progredir com a história. A maioria desses objetivos envolve a resolução de quebra-cabeças ao conseguir certos itens necessários para determinada situação. Outras incluem segmentos de guerra em que o jogador precisa sobreviver a fogo inimigo, seções furtivas em que o jogador deve evitar ser detectado e perseguições de carro rítmicas ao som de canções clássicas. Cada personagem pode interagir com objetos, realizar ataques a fim de derrubar guardas ou esmagar detritos e jogar projéteis. Também há características únicas para cada personagem. Emile possui uma pá que lhe permite cavar o solo, Freddie pode cortar arame farpado e Anna pode tratar de pessoas feridas, necessitando que o jogador pressione botões no tempo certo.
Os jogadores podem emitir diversos comandos para um cachorro chamado Walt, que pode se espremer em lugares pequenos, segurar ou pegar certos itens, ativar alavancas e mover-se sem ser detectado pelos inimigos. Também estão disponíveis colecionáveis opcionais escondidos em cada segmento, fatos sobre a guerra que são desbloqueados a medida que o jogo progride e um sistema de pistas que o jogador pode usar caso fique travado em alguma seção por um período determinado de tempo.

## Enredo
Com o início da Primeira Guerra Mundial em 1914, a França começa a deportar cidadãos alemães. Karl é um dos deportados e é separado de sua esposa Marie e seu filho Victor, sendo convocado para o exército da Alemanha. Emilie, pai de Marie e sogro de Karl, é convocado para o exército francês e designado para combater na Batalha das Fronteiras. Seu unidade é decimada, com ele sendo ferido, capturado e forçado a cozinhar para os alemães. Seu captor é o barão Von Dorf, que usa armas avançadas como cloro e zepelins. Karl reconhece Emilie no acampamento de Von Dorf, porém o local é atacado e ele é forçado a fugir. Karl é resgatado por Walt, um dobermann alemão. Emilie consegue escapa e encontra Freddie, um norte-americano que se voluntariou para o exército francês depois de sua esposa ter sido morta em um bombardeio liderado por Von Dorf.
Freddie e Emilie conhecem Anna, uma estudante veterinária belga que também atua como enfermeira. Ela está à procura de Von Dorf,  queestá forçando seu pai a desenvolver máquinas de guerra avançadas. Os três perseguem o zepelim de Von Dorf de Ypres até Reims. O zepelim cai, porém Von Dorf consegue escapar com o pai de Anna em um biplano. Karl também sobrevive a queda e feito prisioneiro de guerra. Anna acompanha Karl até a prisão a fim de garantir que ele se recupere de seus ferimentos.
Emelie e Freddie continuam sua perseguição atrás de Von Dorf e do pai de Anna. Ele invadem o Forte Douaumont em Verdun, onde Von Dorf está se escondendo, capturando sua nova máquina de guerra, um grande tanque blindado. Os dois conseguem resgatar o pai de Anna, porém Von Dorf foge novamente. Freddie se separa de Emilie e continua sua perseguição, finalmente encurralando Von Dorf na Batalha do Somme e derrotando-o. Freddie, apesar de seu desejo de vingança, percebe que não ganhará nada matando Von Dorf e poupa sua vida. Von Dorf é rebaixado por sua repetidas falhas e enviado para longe das linhas de frente.
Enquanto isso, Karl está em um campo de prisioneiros quando descobre que seu filho está doente. Ele foge do campo, determinado a se reencontrar com sua família. Emilie acredita que o genro foi morto enquanto tentava fugir. Karl encontra Anna, que o ajuda a retornar para sua fazenda na ocupada Saint-Mihiel, porém ambos são capturados por alemães. Ele consegue escapar e alcança sua fazenda. Karl descobre que o local foi atacado com cloro e encontra Marie, salvando sua vida ao lhe dar sua máscara de gás, porém ele sucumbe ao gás. Anna aparece e consegue resgatar Karl, com este depois recuperando-se e finalmente se reunindo com sua família depois de três anos.
Emilie volta para a linha de frente do exército francês e é forçado a participar da suicida Ofensiva Nivelle. Seu oficial comandante continua a enviar tropas constantemente para batalha e consequentemente para suas mortes, com Emilie perdendo o controle e atacando o oficial com uma pá, acidentalmente matando-o. Ele é levado para uma corte marcial e sentenciado a morte por fuzilamento. Emilie expressa seu ódio pela guerra em sua última carta a Marie, sua dor pela aparente morte de Karl e esperança de que ela e sua família possam alcançar a felicidade. Emilie é executado e Walt, Karl e sua família visitam seu túmulo algum tempo depois.

## Desenvolvimento
O artista Paul Tumelaire começou a trabalhar no que viria a ser Valiant Hearts: The Great War em 2011 como um projeto solo. Membros adicionais da Ubisoft Montpellier, incluindo os diretores Yoan Fanise e Simon Chocquet-Bottani, juntaram-se meio ano depois para trabalharem na jogabilidade e na história. O centenário do início da Primeira Guerra Mundial seria em 2014, assim a equipe queria criar um jogo baseado na história. O título tinha a intenção de ajudar os jogadores a lembrarem da guerra e sugerir que o enredo também era um sobre amor. Membros da equipe comentaram que os eventos da Primeira Guerra os "tocaram" por causa de seus bisavôs terem participado do conflito.
Os desenvolvedores inicialmente colocaram igual ênfase tanto na narrativa quanto na jogabilidade. Entretanto, a jogabilidade acabou ficando secundária em relação a história. A equipe acreditava que representar a Primeira Guera como um jogo eletrônico de tiro seria muito violento, e assim o título precisaria de uma narrativa com um vilão e teria de representar um dos lados beligerantes como o mau. Em vez disso, a Ubisoft Montpellier tentou criar um jogo sobre as aventuras e desafios dos dois lados do conflito, mostrando como indivíduos viveram suas vidas e lidaram com a violência. Valiant Hearts não permite que seus personagens sejam mortos por outros personagens; os desenvolvedores esperavam mostrar o lado humano da guerra e temiam que a mensagem que queriam transmitir fosse diluída se permitissem que os jogadores matassem. Há quatro personagens principais e a história fica alternando entre eles. Isto permitiu que a equipe criasse uma história emocional, com um ritmo melhor e que os principais momentos terminassem com um gancho. Apesar do enredo começar com momentos leves, o tom da história vai ficando cada vez mais sombrio e solene a medida que progride.
A equipe não desejava que os jogadores se sentissem super-poderosos e assim projetaram Valiant Hearts como um jogo de quebra-cabeça lento que não envolve muita violência. As mecânicas são simples e acessíveis, porém os desenvolvedores inseriram diferentes contextos para seus usos a fim de garantir que elas não se tornassem monótonas. O ritmo de caminhar dos personagens é lento com o objetivo de ilustrar que são humanos ordinários. A equipe afirmou que a presença desses lentos segmentos de quebra-cabeça ajudava a deixar mais impactantes as raras sequências de ação. Nenhum dos líderes da equipe tinha experiência prévia em títulos de quebra-cabeça, assim procuraram documentos de projeto dos jogos de aventura da LucasArts para inspiração. Também checaram outros jogos como referência, por exemplo The Cave, Machinarium e Limbo.

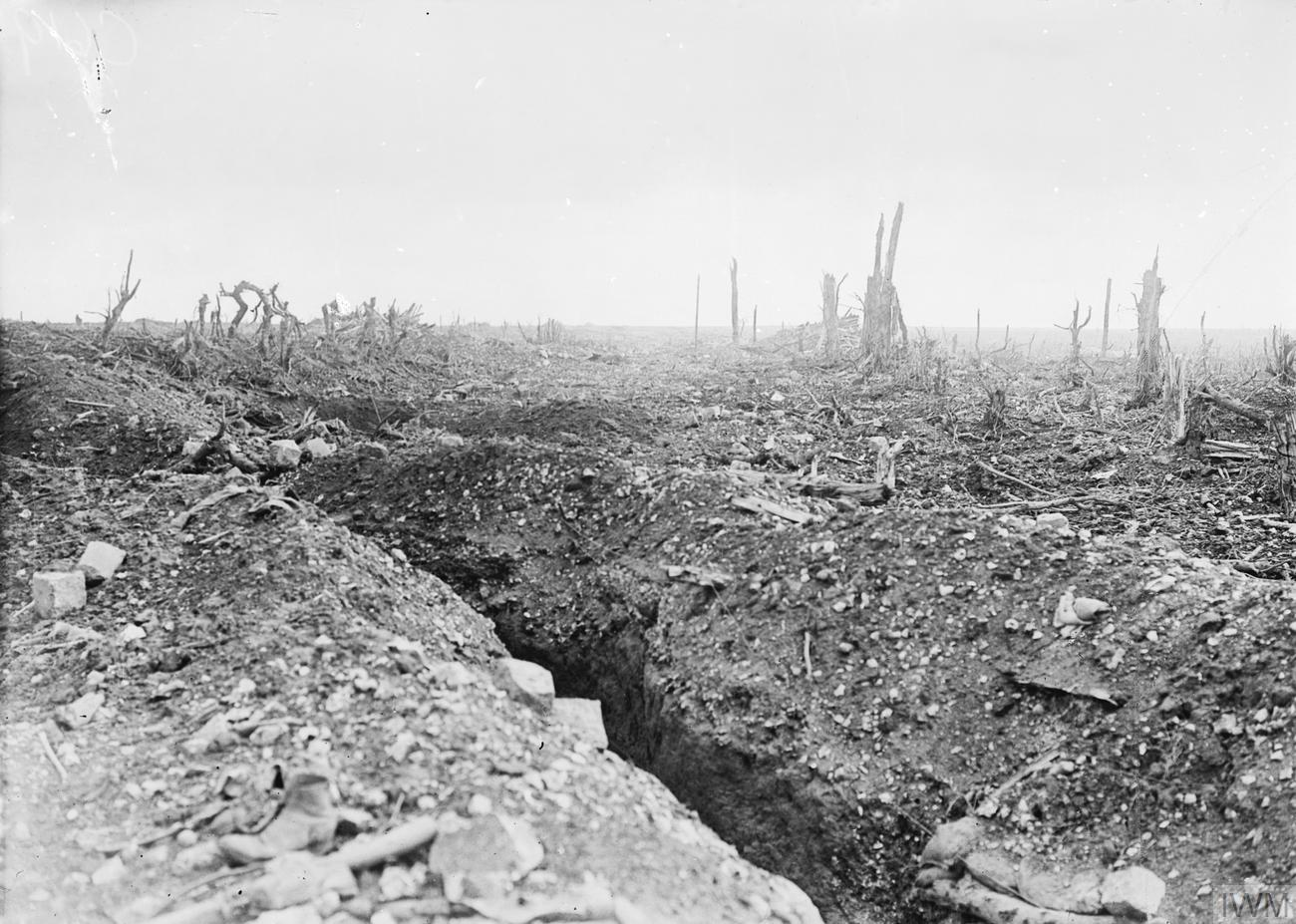
A equipe viajou para trincheiras na França para que fossem bem representadas

Os desenvolvedores, com o objetivo de garantir que seu jogo fosse historicamente fiel, checaram relatos em primeira mão de familiares de membros da equipe, leram cartas de soldados e viajaram para trincheiras na França. As informações e histórias coletadas foram incorporadas ao jogo como colecionáveis que permitiam que os jogadores aprendessem mais sobre a guerra. A Ubisoft também fez uma parceria com os produtores do documentário Apocalypse World War I a fim de incorporar materiais de arquivos em Valiant Hearts. O elenco de personagens não é baseado em figuras históricas, pois a equipe não queria "cruzar a linha entre realidade e ficcção". O departamento de áudio inspecionou arquivos da Legião Estrangeira Francesa para criarem uma "paisagem sonora imersiva", enquanto os próprios desenvolvedores se gravaram fazendo vários sons de gritos.
O motor de jogo utilizado foi o UbiArt Framework, que anteriormente tinha sido empregado em títulos menores da Ubisoft como Child of Light e Rayman Legends, este último desenvolvido pela própria Ubisoft Montpellier. A equipe optou por um visual cartunesco, pois acreditavam que esse estilo artístico os ajudaria a manter o "respeito pelas pessoas que passaram ... [pela guerra] ao mesmo tempo que deixava [o jogo] acessível". Balões de fala atuam como o principal meio de mostrar conversas entre personagens, pois ajudam a transmitir uma história complicada de maneira simples. Outro motivo foi evitar ter de lidar com idiomas diferentes. As cinemáticas de Valiant Hearts são apresentadas de modo semelhante a uma história em quadrinhos, mostrando o que está acontecendo longe do jogador.
O jogo foi revelado oficialmente pela Ubisoft em 13 de setembro de 2013. Valiant Hearts foi lançado digitalmente em 25 de junho de 2014 para Microsoft Windows, PlayStation 3, PlayStation 4, Xbox 360 e Xbox One. Uma versão para iOS estreou em 4 de setembro, seguida por outra para Android em 26 de novembro. Os jogadores que compraram o título antes de 6 de novembro receberam gratuitamente uma cópia de uma história em quadrinhos digital interativa chamada Valiant Hearts: Dogs of War, estrelada por Walt e suas irmãs. Valiant Hearts foi depois lançado para Nintendo Switch em 8 de novembro de 2018.

## Arqueologia e Patrimônio
Os registros jornalísticos são hoje fundamentais para o estudo da sociedade e das formas que ela mudou ao passar por esse grande evento mundial. Eles também foram importantes para que os desenvolvedores dos jogos pudessem criar situações mais lúdicas durante a experiência, assim os jogadores podem entender um pouco melhor os eventos que aconteceram durante a 1ª guerra mundial de forma empática e divertida.
O patrimônio arquitetônico é algo que pode ser notado quando falamos da Catedral Notre-Dame de Reims na França. A catedral de Reims que começou a ser construída em 1211 foi bombardeada pelos alemães em 1917 que tinham como alvo destruir monumentos e estruturas que tivessem valor cultural para o patrimônio francês.  A catedral possui o estilo arquitetônico Gótico francês também conhecido como a arte das catedrais. Elese caracteriza por sua verticalidade, vitrais, teto em abóbadas, envasaduras ogivais e decoração em rendilhados. As principais características da arquitetura gótica foram representadas durante o jogo quando os personagens resolvem desafios nas redondezas da catedral de Reims.
A primeira guerra mundial também ficou conhecida como a guerra de trincheiras visto que a maioria dos conflitos aconteceram em terra, em combate direto entre os soldados. As trincheiras são estruturas escavadas no solo que poderiam ter até 2 metros de profundidade e permitiam o deslocamento dos soldados de forma segura ao longo do fronte. Apesar do seu papel estratégico na guerra, as trincheiras também foram cenário para problemas enfrentados pelos soldados, como a fome, doenças causadas pelas falta de estrutura e saneamento, mas também se tornou um símbolo de resistência, um local onde os corajosos soldados enfrentavam seus inimigos enquanto passavam por inúmeras dificuldades e enfrentavam a saudade que sentiam dos seus familiares.